# SL-1
SL-1, kort för Stationary Low-Power Reactor Number One, var en experimentell kärnreaktor som ägdes av USA:s armé. Den byggdes vid Idaho National Laboratory i delstaten Idaho, USA, och var klar för bruk 1958.
Reaktorn, som var en kokvattenreaktor, genomgick en härdsmälta den 3 januari 1961, vilket ledde till tre operatörers död.
Mellan 1961 och 1962 monterades reaktorn och kringutrustning ned, undersöktes och grävdes ned några hundra meter från olycksplatsen, för att hindra spridning av radioaktivt material.

## Galleri

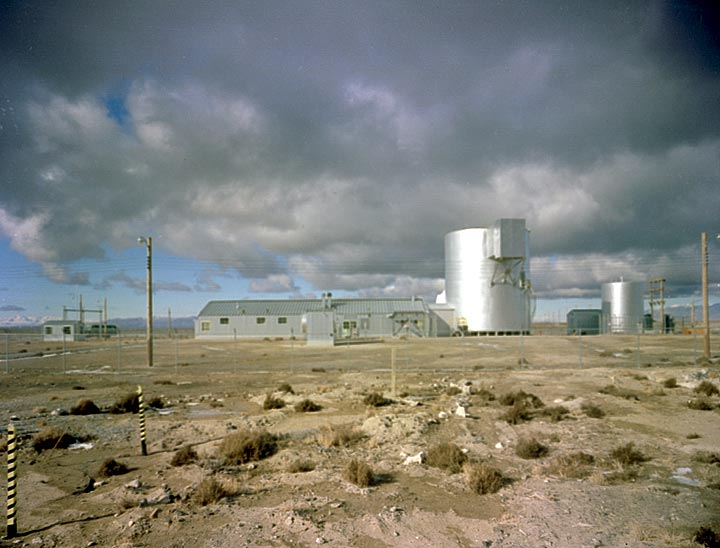
Den cylinderformade byggnaden är reaktorn innan olyckan
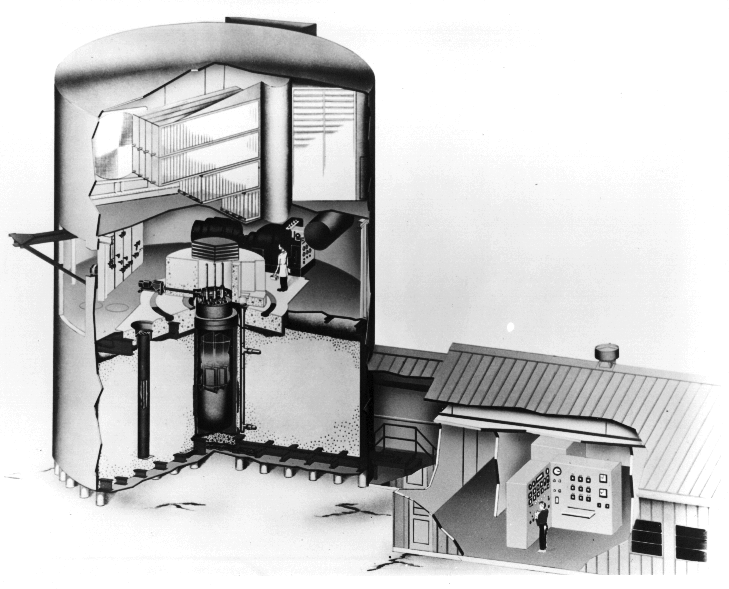
Anläggningen i genomskärning
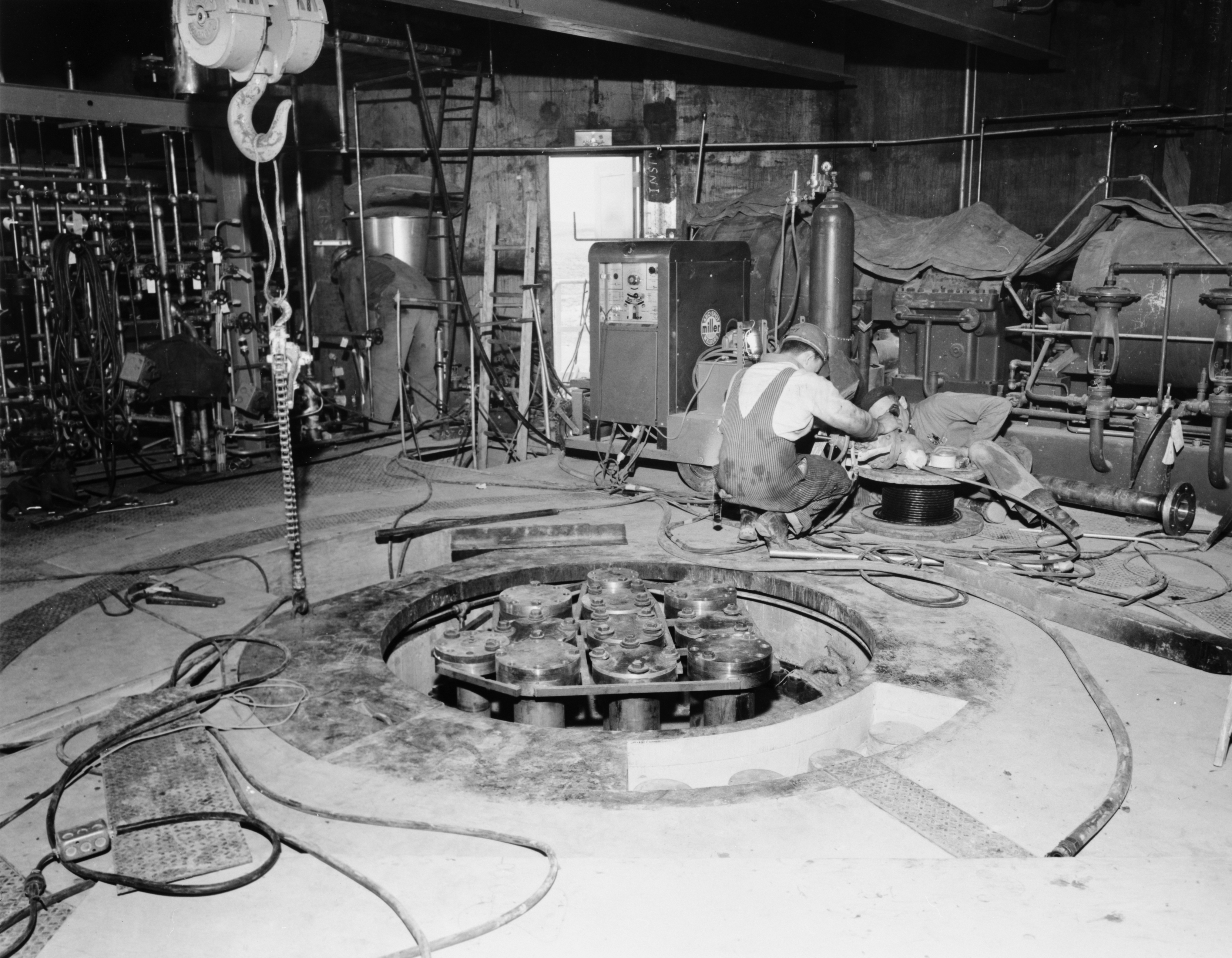
Reaktorlocket
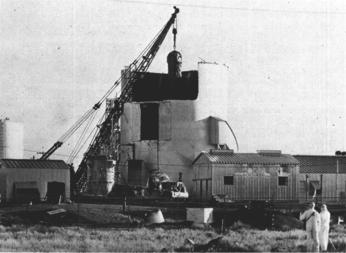
Reaktorn lyfts ut ur byggnaden efter olyckan